# Nathan Moriah-Welsh
Nathan Daniel Moriah-Welsh (Londres, Inglaterra, Reino Unido, 18 de marzo de 2002) es un futbolista profesional que juega como mediocampista en el Mansfield Town F. C. de la League One. Nacido en Inglaterra, es internacional con la selección nacional de Guyana.

## Clubes

### Primeros años
Nacido en Chelsea, Moriah-Welsh pasó por Brentford y Reading antes de unirse a los Cherries en el verano de 2018.

### AFC Bournemouth
Moriah-Welsh debutó con la sub-21 en abril de 2019 mientras entrenaba junto al primer equipo. Fue nombrado en el equipo del día del partido por primera vez en la eliminatoria de cuartos de final de la Copa FA de los Emiratos con Southampton en marzo de 2021. Hizo su primera aparición como titular y en el primer equipo del club en la tercera ronda de la Copa FA, una victoria a domicilio por 3-1 contra Yeovil Town.

## Selección nacional
Nacido en Inglaterra, Moriah-Welsh también era elegible para representar a Guyana y Granada en el fútbol internacional. Eligió jugar para Guyana después de tener conversaciones con el jefe de cazatalentos de su selección nacional.
Moriah-Welsh recibió su primera convocatoria a la selección nacional de Guyana en marzo de 2021 para los partidos de clasificación para la Copa del Mundo contra Trinidad y Tobago y Bahamas. Hizo su debut internacional el 30 de marzo de 2021 en una victoria por 4-0 contra Bahamas.

## Estadísticas

### Clubes
Actualizado al último partido disputado el 22 de abril de 2023.
| Club                               | Div.          | Temporada     | Liga  | Liga  | Copas nacionales | Copas nacionales | Copas internacionales | Copas internacionales | Total | Total |
| Club                               | Div.          | Temporada     | Part. | Goles | Part.            | Goles            | Part.                 | Goles                 | Part. | Goles |
| ---------------------------------- | ------------- | ------------- | ----- | ----- | ---------------- | ---------------- | --------------------- | --------------------- | ----- | ----- |
| AFC Bournemouth Inglaterra         | 2.ª           | 2021-22       | 0     | 0     | 2                | 0                | —                     | —                     | 2     | 0     |
| AFC Bournemouth Inglaterra         | Total club    | Total club    | 0     | 0     | 2                | 0                | 0                     | 0                     | 2     | 0     |
| Newport County A. F. C. Inglaterra | 4.ª           | 2021-22       | 36    | 3     | 8                | 0                | —                     | —                     | 44    | 3     |
| Newport County A. F. C. Inglaterra | Total club    | Total club    | 36    | 3     | 8                | 0                | 0                     | 0                     | 44    | 3     |
| Total carrera                      | Total carrera | Total carrera | 36    | 3     | 10               | 0                | 0                     | 0                     | 46    | 3     |

### Selección nacional
| Selección | Año   | Partidos | Goles |
| --------- | ----- | -------- | ----- |
| Guyana    | 2021  | 4        | 0     |
| Guyana    | 2022  | 6        | 1     |
| Total     | Total | 10       | 1     |

Las puntuaciones y los resultados enumeran el recuento de goles de Guyana en primer lugar, la columna de puntuación indica la puntuación después de cada gol de Moriah-Welsh.
| N.º | Fecha               | Sede                                                    | Adversario | Gol | Resultado | Competencia                         |
| --- | ------------------- | ------------------------------------------------------- | ---------- | --- | --------- | ----------------------------------- |
| 1   | 11 de junio de 2022 | Instalación de pista y campo sintético, Leonara, Guyana | Haití      | 2–5 | 2–6       | 2022-23 CONCACAF Liga de Naciones B |